# Alexander Moon
Pour les articles homonymes, voir Moon.
Pas d'image ? Cliquez ici

a Compétitions nationales et continentales officielles uniquement.

b Matchs officiels uniquement.
Dernière mise à jour le 14 septembre 2024.
Alexander Moon, né le 6 septembre 1996 à Ipswich (Angleterre), est un joueur anglais de rugby à XV jouant au poste de deuxième ligne à l'Aviron bayonnais depuis 2024.

## Biographie

### Jeunesse et formation
Alexander Moon naît le 6 septembre 1996 à Ipswich, en Angleterre. Il commence à jouer au rugby à XV au St Joseph's College (en) et à la Sedbergh School (en),. À l'âge de 14 ans, il rejoint les Northampton Saints, puis intègre le centre de formation du club à 18 ans. 

### Carrière en club
Alexander Moon signe son premier contrat professionnel avec Northampton durant la saison 2015-2016,. Il joue son premier match la saison suivante, en Coupe anglo-galloise, contre les Newcastle Falcons.
Les saisons suivante, il joue avec l'équipe réserve des Saints, avec qui il remporte le Premiership Rugby Shield (en) deux fois d'affilée en 2017 et 2018. Après avoir progressé avec la réserve, il réintègre l'équipe première en 2017-2018 puis est prêté à Nottingham et Randwick durant la même saison.
À la suite d'une première partie de saison 2018-2019 réussie où il s'impose comme un titulaire dans son club formateur, il prolonge son contrat jusqu'en 2021. En fin de saison, son club se qualifie en finale de la Coupe d'Angleterre où il affronte les Saracens. Titulaire en deuxième ligne, Alexander Moon remporte le premier titre de sa carrière après une victoire des siens sur le score de 23 à 9.
Durant la saison 2023-2024, Northampton atteint la finale de Premiership et fait face à Bath. Lors de cette rencontre, Moon est titulaire en deuxième ligne aux côtés d'Alex Coles et les siens l'emportent 25 à 21. Ainsi, Alexander Moon remporte cette compétition pour la première fois de sa carrière et le club pour la deuxième fois de son histoire,.
En fin de contrat avec les Saints après une très bonne saison, il s'engage avec l'Aviron bayonnais à partir de la saison 2024-2025 et signe un contrat allant jusqu'en 2026,. Il joue son premier match en France lors de la deuxième journée de Top 14, contre la Section paloise. Il est alors titularisé dans une défaite 51 à 29.

### Carrière internationale
Alexander Moon est sélectionné en équipe d'Angleterre des moins de 20 ans pour participer au Tournoi des Six Nations des moins de 20 ans 2016. Il joue pour la première fois avec cette équipe lors de l'avant dernière journée de ce tournoi, quand il entre en jeu face au pays de Galles.
En janvier 2020, il est sélectionné pour la première fois de sa carrière avec le XV de la Rose, à l'occasion du Tournoi des Six Nations 2020. Il ne connaît toutefois pas sa première cape durant la compétition.

## Palmarès
- Northampton Wanderers (réserve)
  - Vainqueur du Premiership Rugby Shield (en) en 2017 et 2018

- Northampton Saints
  - Vainqueur de la Coupe d'Angleterre en 2019
  - Vainqueur du Championnat d'Angleterre en 2024